# DDR-Fußball-Oberliga 1958
Die DDR-Oberliga 1958 war die zehnte Auflage der höchsten Spielklasse der DDR. Meister wurde zum ersten Mal der ASK Vorwärts Berlin. Die Saison begann am 2. März 1958 und endete am 23. November 1958.

## Vor der Saison
Im zehnten Jahr ihres Bestehens hatte die Oberliga ihr Bild im Gegensatz zur Premierensaison sichtlich gewandelt. Keine einzige der Mannschaften, die 1949 den Spielbetrieb aufnahmen, hatte ihren Namen behalten, nachdem diese zunächst in Betriebssportgemeinschaften (BSG) und danach teilweise in Sportclubs (SC) eingegliedert wurden. Von den 14 Oberligateams von 1949 hatten sich bis 1958 noch fünf in der obersten Spielklasse halten können: Motor Zwickau, Turbine Erfurt, Lokomotive Leipzig, SC Aktivist Brieske-Senftenberg und BSG Rotation Babelsberg. Hinzu kam der SC Chemie Halle-Leuna, der kurzzeitig abgestiegen war.
Darüber hinaus wurde die Oberliga seit der ersten Saison vom Süden der Republik dominiert. Bis 1958 kam jeder Meister aus den südlichen Bezirken der DDR. Außerdem hatte der gesamte Norden insgesamt nur sechs Teilnahmen in der Oberliga zu verzeichnen; allein der Bezirk Karl-Marx-Stadt hatte schon 27. Ohne politische Interventionen, wie die Delegierungen sächsischer Mannschaften nach (ASK Vorwärts Berlin und Dynamo) und Rostock (Empor), wären Sportgemeinschaften wie Lokomotive Stendal oder Rotation Babelsberg die einzigen sportlichen Lichtblicke im Zentrum bzw. Norden der Republik geblieben.
Ein weiteres Leistungsgefälle bestand zwischen BSGen und SCs. Seit der Entstehung der SCs stellten ausschließlich diese die Meister und Pokalsieger. Zum Start der Oberliga 1958 gab es nur noch zwei BSGen im Starterfeld.

## Namensänderungen
Während der Saison wurden der SC Chemie Halle-Leuna mit dem SC Wissenschaft Halle zum SC Chemie Halle zusammengelegt. Die Fußballsektion von Chemie Halle-Leuna blieb als erste Mannschaft in der Oberliga, die in der DDR-Liga spielende Mannschaft von Wissenschaft Halle trat den Rest der Liga-Saison als SC Chemie Halle II an.

## Saisonverlauf

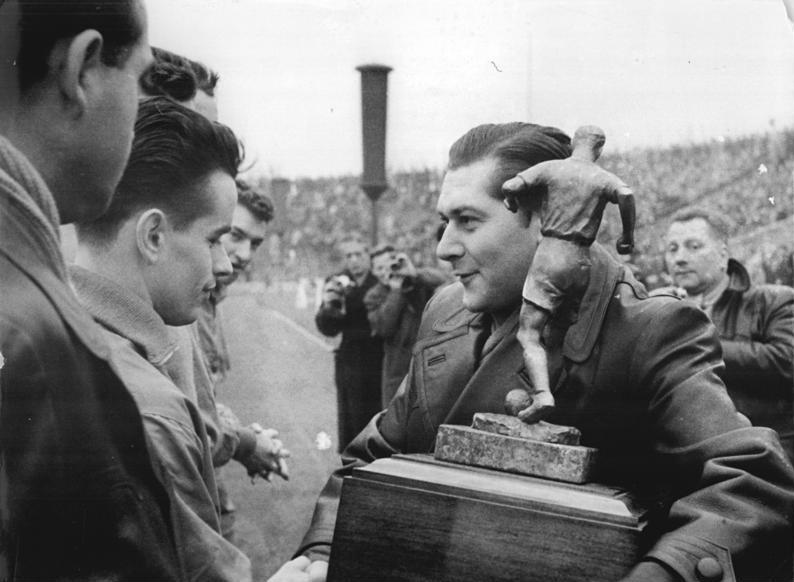
Günther Wirth (links) nimmt die Meisterschaftstrophäe entgegen.

Wie bereits in der Vorsaison wurde der Meisterschaftskampf zwei Spieltage vor Schluss im direkten Aufeinandertreffen der beiden Meisterschaftskonkurrenten entschieden. Dabei setzte sich der Tabellenführer ASK Vorwärts Berlin zuhause mit 4:0 gegen den Zweiten Motor Jena durch und lag dadurch mit fünf Punkten Vorsprung uneinholbar in Führung. Jena war erst zwei Jahre vorher aufgestiegen und hatte noch in der Saison 1958 zwei Mal den Trainer gewechselt. Dem Spielertrainer Rolf Hüfner folgte am zweiten Spieltag Heinz Pönert, der wiederum im Sommer durch einen Neuling ersetzt wurde, der später maßgeblich den DDR-Fußball prägen sollte: Georg Buschner. Unter Buschner spielte die Mannschaft eine sehr gute Rückrunde (zweitbestes Team) und wurde überraschend noch Zweiter.
Für Vorwärts war es der erste von sechs Meistertiteln und der Beginn einer bis 1970 anhaltenden Erfolgsära. Nachdem der Klub zunächst durchwachsen gestartet war, dominierte er souverän die Rückrunde und gab die Tabellenführung nach dem 16. Spieltag nicht mehr ab. Damit löste Vorwärts den Meister der Jahre 1955 (Übergangsrunde), 1956 und 1957 SC Wismut Karl-Marx-Stadt ab, der Vierter wurde. Stärkster Konkurrent war stattdessen zunächst Rotation Leipzig, jedoch spielten die Sachsen eine schwache Rückrunde und schlossen nur noch auf Platz zehn ab. Neben Jena überraschte erneut der SC Aktivist Brieske-Senftenberg als Tabellendritter.
Die Entscheidung über den Abstieg fiel am letzten Spieltag im Fernduell zwischen Turbine Erfurt, Fortschritt Weißenfels und Chemie Halle. Erfurt und Weißenfels hatten am vorletzten Spieltag wichtige Punkte abgegeben und so Halle, dem Pokalsieger von 1956, noch eine Chance auf den Klassenerhalt ermöglicht. Doch selbst ein 2:1-Auswärtssieg gegen den späteren Pokalsieger desselben Jahres Einheit Dresden half Chemie nicht und sie mussten zum zweiten Mal absteigen. Allerdings hatte Halle mit durchschnittlich 16.538 Zuschauern den größten Zuspruch aller Oberligisten. Sie begleiteten Rotation Babelsberg in die Zweitklassigkeit. Für Rotation war es nach zehn erfolgreichen Jahren der Abschied aus der Oberliga. Danach sollte die Mannschaft nie wieder erstklassig spielen.

## Abschlusstabelle
| Pl. | Verein                          | Sp. | S  | U  | N  | Tore    | Diff. | Punkte |
| --- | ------------------------------- | --- | -- | -- | -- | ------- | ----- | ------ |
| 1.  | ASK Vorwärts Berlin             | 26  | 17 | 4  | 5  | 050:240 | +26   | 38:14  |
| 2.  | SC Motor Jena                   | 26  | 15 | 2  | 9  | 049:360 | +13   | 32:20  |
| 3.  | SC Aktivist Brieske-Senftenberg | 26  | 12 | 6  | 8  | 041:250 | +16   | 30:22  |
| 4.  | SC Wismut Karl-Marx-Stadt (M)   | 26  | 10 | 8  | 8  | 043:320 | +11   | 28:24  |
| 5.  | SC Einheit Dresden              | 26  | 11 | 6  | 9  | 038:390 | −1    | 28:24  |
| 6.  | SC Dynamo Berlin (N)            | 26  | 10 | 6  | 10 | 037:340 | +3    | 26:26  |
| 7.  | SC Empor Rostock (N)            | 26  | 10 | 6  | 10 | 033:310 | +2    | 26:26  |
| 8.  | BSG Motor Zwickau               | 26  | 8  | 10 | 8  | 038:410 | −3    | 26:26  |
| 9.  | SC Lokomotive Leipzig (P)       | 26  | 8  | 9  | 9  | 040:280 | +12   | 25:27  |
| 10. | SC Rotation Leipzig             | 26  | 10 | 5  | 11 | 038:410 | −3    | 25:27  |
| 11. | SC Turbine Erfurt               | 26  | 8  | 6  | 12 | 033:440 | −11   | 22:30  |
| 12. | SC Fortschritt Weißenfels       | 26  | 8  | 6  | 12 | 030:420 | −12   | 22:30  |
| 13. | SC Chemie Halle                 | 26  | 7  | 8  | 11 | 030:500 | −20   | 22:30  |
| 14. | BSG Rotation Babelsberg         | 26  | 5  | 4  | 17 | 032:650 | −33   | 14:38  |

| (M) | Meister der letzten Saison     |
| (P) | Pokalsieger der letzten Saison |
| (N) | Aufsteiger der letzten Saison  |

| Aufsteiger aus der DDR-Liga 1958: BSG Chemie Zeitz, BSG Lokomotive Stendal |

## Kreuztabelle

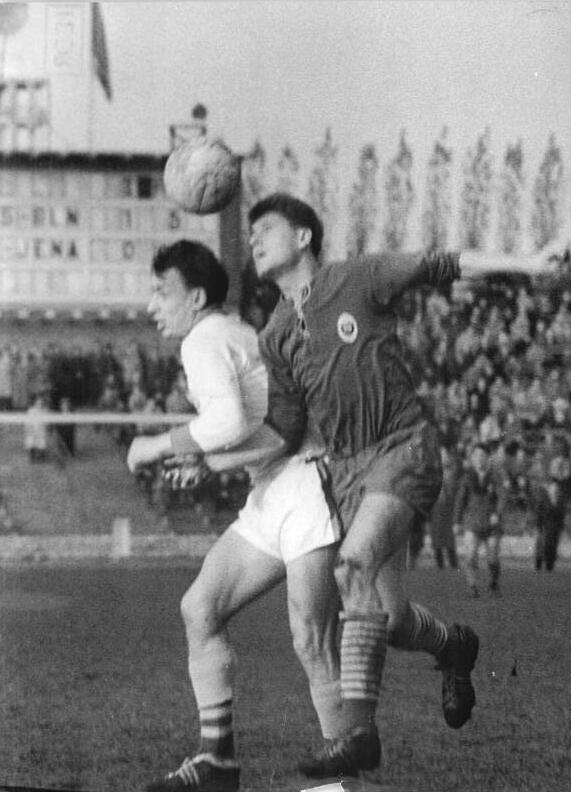
Entscheidung um die Meisterschaft: Horst Assmy (links) gewinnt mit Vorwärts 4:0 gegen Hilmar Ahnert (rechts) und Jena.

| 1958 | 1958                            | ASK Vorwärts Berlin | SC Motor Jena | SC Aktivist Brieske-Senftenberg | SC Wismut Karl-Marx-Stadt | SC Einheit Dresden | SC Dynamo Berlin | FC Empor Rostock | BSG Motor Zwickau | SC Lokomotive Leipzig | SC Rotation Leipzig | SC Turbine Erfurt | SC Fortschritt Weißenfels | SC Chemie Halle | BSG Rotation Babelsberg |
| 1.   | ASK Vorwärts Berlin             |                     | 4:0           | 2:0                             | 2:0                       | 4:0                | 2:1              | 3:1              | 5:0               | 1:0                   | 4:1                 | 1:0               | 3:1                       | 3:2             | 2:0                     |
| 2.   | SC Motor Jena                   | 2:0                 |               | 3:0                             | 1:0                       | 5:2                | 1:2              | 3:2              | 3:0               | 3:1                   | 1:0                 | 2:0               | 1:0                       | 4:0             | 6:1                     |
| 3.   | SC Aktivist Brieske-Senftenberg | 2:0                 | 4:0           |                                 | 1:1                       | 1:1                | 1:0              | 0:0              | 4:1               | 2:1                   | 3:2                 | 2:0               | 4:0                       | 3:0             | 5:0                     |
| 4.   | SC Wismut Karl-Marx-Stadt       | 0:2                 | 4:0           | 3:0                             |                           | 6:0                | 3:1              | 1:0              | 2:2               | 1:0                   | 1:1                 | 2:2               | 3:0                       | 4:0             | 3:0                     |
| 5.   | SC Einheit Dresden              | 3:1                 | 3:2           | 2:0                             | 2:2                       |                    | 0:0              | 2:1              | 2:1               | 1:0                   | 5:0                 | 0:2               | 2:0                       | 1:2             | 5:1                     |
| 6.   | SC Dynamo Berlin                | 1:2                 | 2:1           | 0:2                             | 2:0                       | 0:0                |                  | 2:1              | 3:1               | 1:1                   | 6:3                 | 0:2               | 4:0                       | 5:1             | 2:1                     |
| 7.   | SC Empor Rostock                | 3:1                 | 2:1           | 0:0                             | 4:1                       | 1:3                | 2:0              |                  | 0:2               | 0:0                   | 3:1                 | 2:1               | 2:0                       | 1:1             | 3:0                     |
| 8.   | BSG Motor Zwickau               | 2:2                 | 1:1           | 1:1                             | 1:1                       | 2:0                | 1:1              | 3:0              |                   | 2:1                   | 4:0                 | 3:1               | 4:3                       | 1:1             | 3:0                     |
| 9.   | SC Lokomotive Leipzig           | 1:0                 | 1:2           | 1:1                             | 0:0                       | 1:1                | 2:0              | 0:1              | 0:0               |                       | 0:2                 | 4:3               | 6:0                       | 3:0             | 5:0                     |
| 10.  | SC Rotation Leipzig             | 1:2                 | 1:2           | 1:0                             | 3:0                       | 1:0                | 4:1              | 0:0              | 1:1               | 2:4                   |                     | 1:1               | 2:0                       | 1:0             | 4:0                     |
| 11.  | SC Turbine Erfurt               | 0:0                 | 1:0           | 2:1                             | 1:3                       | 2:2                | 0:2              | 0:1              | 2:1               | 2:2                   | 0:3                 |                   | 1:0                       | 4:2             | 3:1                     |
| 12.  | SC Fortschritt Weißenfels       | 1:1                 | 2:0           | 0:2                             | 2:0                       | 3:0                | 2:0              | 3:1              | 4:0               | 1:1                   | 0:0                 | 0:0               |                           | 0:0             | 3:2                     |
| 13.  | SC Chemie Halle                 | 1:1                 | 1:1           | 1:0                             | 4:1                       | 1:0                | 0:0              | 1:1              | 3:1               | 1:1                   | 2:1                 | 3:2               | 2:4                       |                 | 1:2                     |
| 14.  | BSG Rotation Babelsberg         | 1:2                 | 2:4           | 3:2                             | 1:1                       | 0:1                | 1:1              | 2:1              | 0:0               | 1:4                   | 1:2                 | 6:1               | 1:1                       | 5:0             |                         |

## Statistik

### Die Meistermannschaft
| ASK Vorwärts Berlin |
| --- |
| Karl-Heinz Spickenagel (24 Spiele / Tore -) Peter Kalinke (19/-), Werner Unger (26/1), Hans-Dieter Krampe (17/-) Hans-Georg Kiupel (15/1), Gerhard Marotzke (17/-) Rolf Fritzsche (16/7), Horst Assmy (23/11), Gerhard Vogt (15/8), Günther Wirth (26/8), Horst Kohle (26/6) Trainer: Kurt Fritzsche |
| außerdem: Horst Jaschke (Tor, 2/-); Lothar Meyer (14/5), Werner Eilitz (10/-), Norbert Herrmann (10/-), Heinz Kaulmann (10/2), Siegfried Wachtel (9/1), Gerhard Reichelt (8/-) |

### Tore
Es fielen 532 Tore, das ergibt einen Durchschnitt von 2,92 Toren pro Spiel. Die höchsten Siege mit jeweils 6:0 der Gastgeber kamen in den Spielen Wismut Karl-Marx-Stadt – Einheit Dresden (2. Spieltag) und Lok Leipzig – Fortschritt Weißenfels (23. Spieltag) zustande. Das torreichste Spiel endete am 23. Spieltag zwischen Dynamo Berlin und Rotation Leipzig 6:3.
|    | Spieler         | Mannschaft          | Tore |
| -- | --------------- | ------------------- | ---- |
| 1. | Helmut Müller   | SC Motor Jena       | 17   |
| 2. | Hermann Bley    | SC Dynamo Berlin    | 12   |
| 2. | Erhard Meinhold | BSG Motor Zwickau   | 12   |
| 4. | Horst Assmy     | ASK Vorwärts Berlin | 11   |

### Zuschauer
Insgesamt sahen 1.779.800 Zuschauer die 182 Oberligaspiele, was einen Schnitt von 9.779 Zuschauern pro Spiel ergibt. Gegenüber der vorherigen Saison sank die Zuschauerzahl um 295.900 oder 1.570 pro Spiel. Erneut zog das Leipziger Lokalderby SC Lok – SC Rotation mit 30.000 Zuschauern die meisten Besucher an.

## FDGB-Pokal
Der FDGB-Pokal 1958 wurde von Einheit Dresden gegen den Pokalverteidiger Lokomotive Leipzig gewonnen. Der spätere Meister Vorwärts schied im Halbfinale aus.

## Internationale Wettbewerbe
Wie schon im Vorjahr wurde die DDR auch im Europapokal der Landesmeister 1958/59 von Wismut Karl-Marx-Stadt vertreten. Und erneut brauchte Wismut in der Vorrunde drei Spiele zum Weiterkommen gegen Petrolul Ploiești. In der ersten Runde setzte sich Karl-Marx-Stadt dann gegen den IFK Göteborg durch und schied erst im Viertelfinale gegen Young Boys Bern aus.
Der Messestädte-Pokal wurde zwischen 1958 und 1960 zum zweiten Mal ausgespielt. Die DDR entsandte erneut eine Leipziger Stadtauswahl. Diese schied aber in der ersten Runde gegen Royale Union Saint-Gilloise aus.